# 萊希亞馬約河
萊希亞馬約河（Legiamayo）是秘魯的河流，位於該國北部安卡什大區，發源自布蘭卡山脈的科帕山以西萊希亞科查湖附近，是桑塔河的右支流。